# Europska prvenstva u džudu
Europska prvenstva u judu godišnja su natjecanja europskih judaša u pojedinačnoj i ekipnoj konkurenciji. Održavaju se pod vodstvom Europske judo unije.
Prvo izdanje Europskih prvenstva u judu održano je u Parizu 1951., koji je nakon toga bio domaćinom još pet puta.
Najviše europskih prvaka imaju Francuska (187), Nizozemska (95) i Njemačka (89). Od bivših država najviše europskih prvaka imao je Sovjetski savez (njih 77).
Europsko prvenstvo 2015. bilo je održano u sklopu Europskih igara 2015. u azerbajdžanskom Bakuu.

## Vanjske poveznice
- www.eju.net - Europska judo unija (engl.)